# Jörg Wunderlich
Jörg Wunderlich est un arachnologiste allemand, né à Berlin, le 19 décembre 1939. Spécialiste des araignées, il a particulièrement étudié les araignées fossiles prises dans l'ambre et le copal.

## Taxons nommés en son honneur
- Eusimonia wunderlichi Pieper 1977
- Nasoona wunderlichi Brignoli, 1983
- Oedothorax wunderlichi Brignoli, 1983
- Clubiona wunderlichi Mikhailov, 1992
- Dolichoiulus wunderlichi Enghoff, 1992
- Telema wunderlichi Song & Zhu, 1994
- † Cratosolpuga wunderlichi Selden in Selden & Shear, 1996
- Tenuiphantes wunderlichi (Saaristo & Tanasevitch, 1996)
- Carbinea wunderlichi Davies, 1999
- Bianor wunderlichi Logunov, 2001
- Dryinus wunderlichi Olmi & Bechly, 2001
- Scotognapha wunderlichi Platnick, Ovtsharenko & Murphy, 2001
- Theridion wunderlichi Penney, 2001
- Xysticus wunderlichi Logunov, Marusik & Trilikauskas, 2001
- Bradoponera wunderlichi Baroni Urbani & De Andradre, 2003
- Pulchellodromus wunderlichi Muster & Thaler in Muster, Bosmans & Thaler, 2007
- Zarquagonomegops wunderlichi Kaddumi, 2007
- Pavlostysia wunderlichi Popov, 2008
- Scutpelecopsis wunderlichi Marusik & Gnelitsa, 2009
- Synaphris wunderlichi Marusik & Zonstein, 2011
- Tornoceras wunderlichi Bockwinkel & W. Korn, 2015
- Zaitunia wunderlichi Zonstein & Marusik, 2016
- Zelotes wunderlichi Blick, 2017
- Eriauchenus wunderlichi Wood & Scharff, 2018
- Filistata wunderlichi Zonstein & Marusik, 2019
- Sahastata wunderlichi Magalhaes, Stockmann, Marusik & Zonstein, 2020

## Quelques taxons décrits
- Acartauchenius orientalis
- Acartauchenius sardiniensis
- Achaeridion conigerum
- Acorigone
- Afribactrus stylifrons
- Ameridion
- Anatolidion gentile
- Australolinyphia remota
- Brasilionata arborense
- Calcarsynotaxus
- Canalidion montanum
- Canariellanum
- Canarionesticus quadridentatus
- Canariphantes
- Crassignatha
- Cretamysmena fontana
- Dipoenata
- Dippenaaria luxurians
- Dysdera portisancti
- Eurypoena tuberosa
- Exalbidion
- † Furculoborus
- Heterotheridion nigrovariegatum
- Jamaitidion jamaicense
- Macaridion barreti
- Magnopholcomma globulus
- Microsynotaxus
- Monetoculus parvus
- Oecobius alhoutyae
- Oecobius cambridgei
- Oecobius selvagensis
- Ohlertidion
- Orchestina furcillata
- Ossinissa justoi
- Pimoidae
- Pisaura acoreensis
- Pycnoepisinus kilimandjaroensis
- Rugathodes acoreensis
- Rugathodes madeirensis
- Sardinidion blackwalli
- Simitidion
- Sinanapis
- Sinopimoa bicolor
- Spermophorides
- Synaphridae
- Tekellatus lamingtoniensis
- Telemofila
- Theridion chakinuense
- Theridion nasutum
- Typhlonesticus absoloni

## Mycologie
Jörg Wunderlich est le coauteur de la description d'au moins un taxon placé parmi les Fungi fossiles, Metacapnodium succinum (Dörfelt, A.R.Schmidt & J.Wund.) Rikkinen, Dörfelt, A.R.Schmidt & J.Wund. . Néanmoins ce nom est synonyme de Rosaria succina Dörfelt, A.R.Schmidt & J.Wund. et le taxon est placé parmi les cyanobactéries.